# Lidické náměstí (Ústí nad Labem)
Lidické náměstí v Ústí nad Labem je náměstí v centru města Ústí nad Labem.

## Popis a poloha

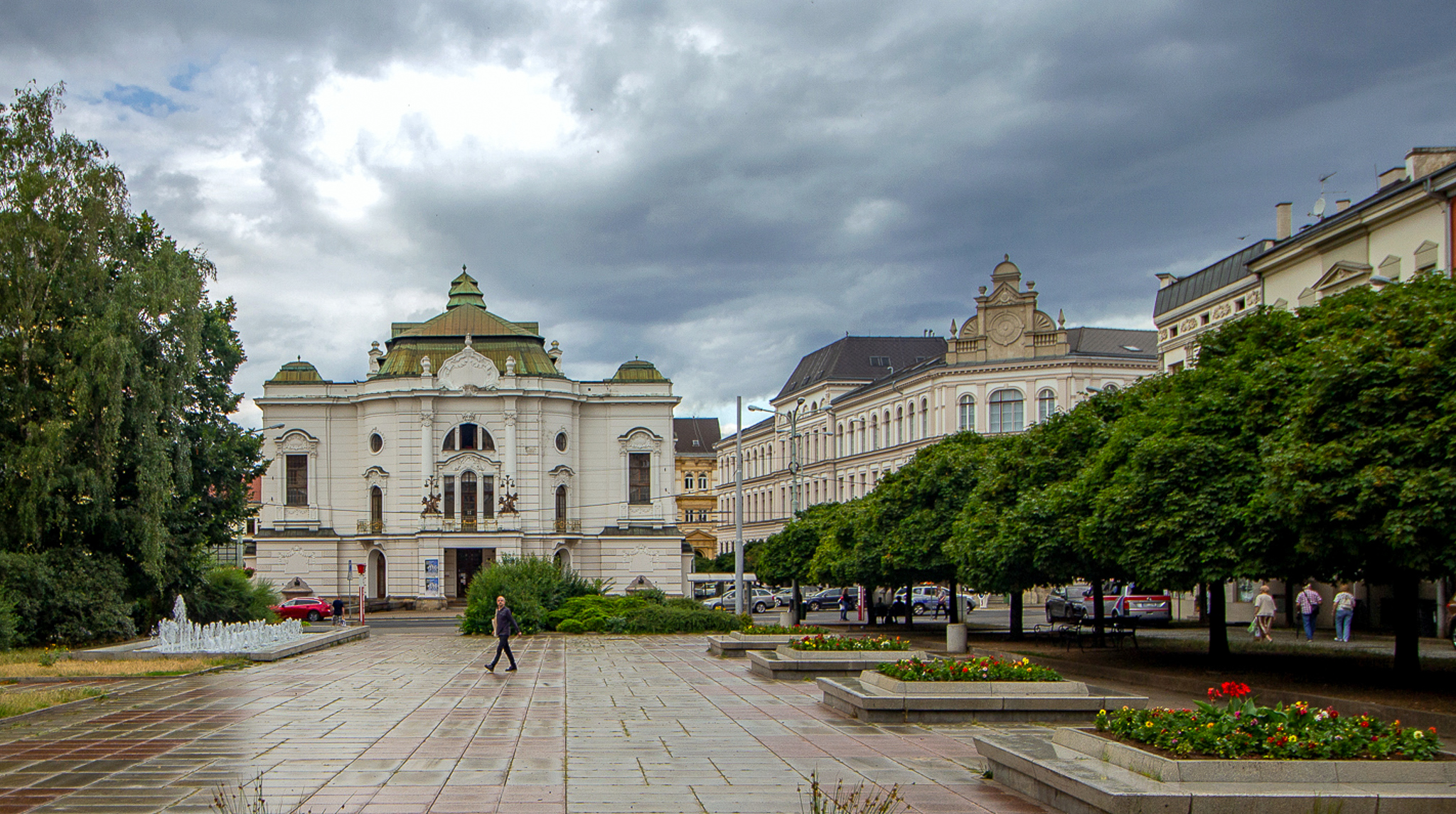
Západní strana náměstí s divadlem

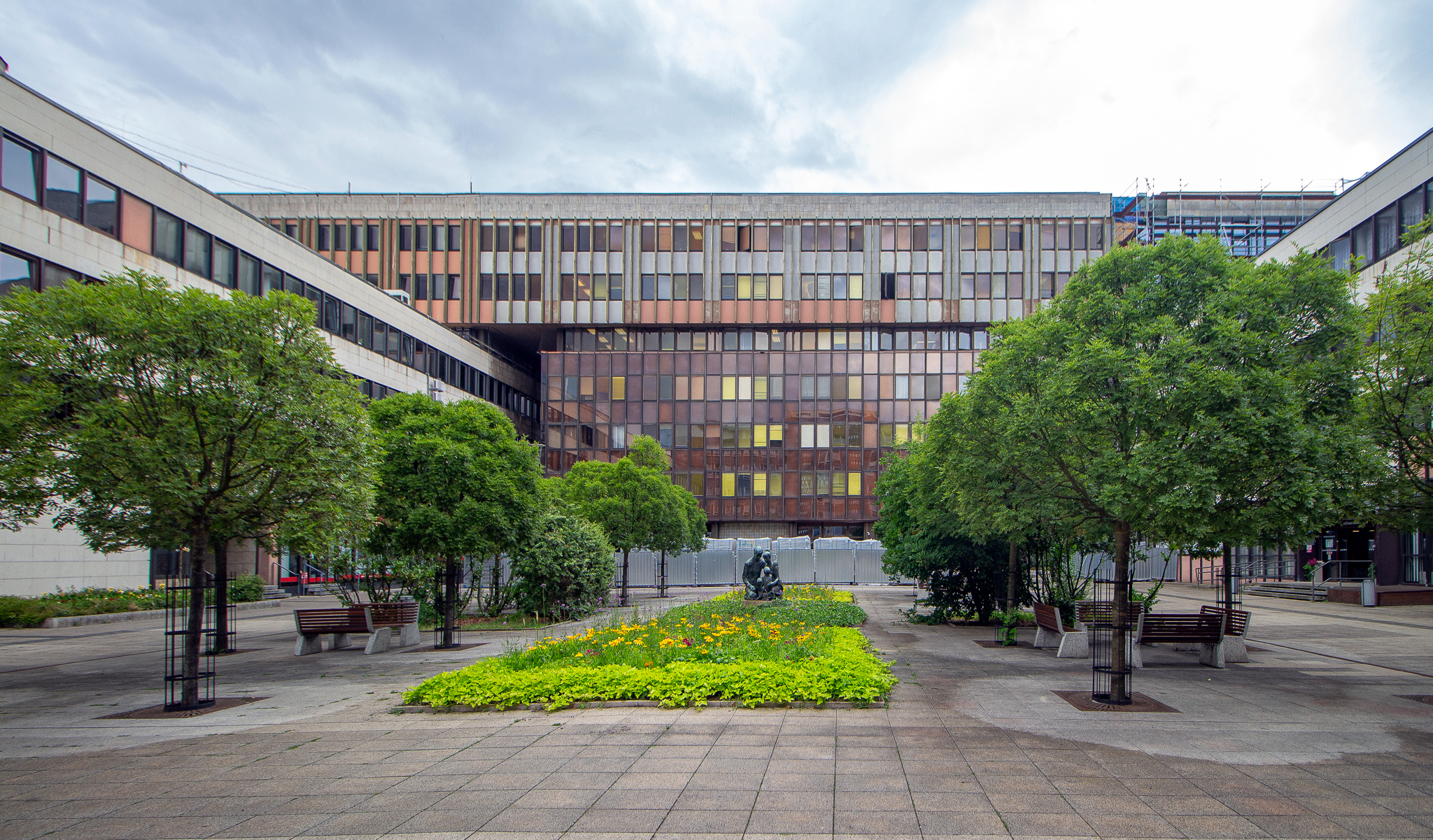

Náměstí se nachází v centru města. V jeho prostorech se nalézá několik pro město důležitých budov. Na západní straně najdeme Severočeské divadlo, naproti němu se nachází budova Magistrátu města Ústí nad Labem z padesátých let. Je zde také Krajské ředitelství Policie ČR. Parková úprava náměstí je také lemována několika gastronomickými zařízeními.
Náměstí původně dominovaly dvě umělecké fontány od Stanislava Hanzíka, které však byly v průběhu let poškozeny. Okolí bylo také poničeno bombardováním během 2. světové války.